# 魏南金
魏南金（1914年—2001年），广东龙川人。中华人民共和国政治人物。
1950年，任珠江地委常委兼组织部长，华南财委副秘书长兼办公室主任，中共粤东区党委常委兼粤东行署副主任。曾任中共海南行政区党委副书记兼海南行政公署主任。